# Szos

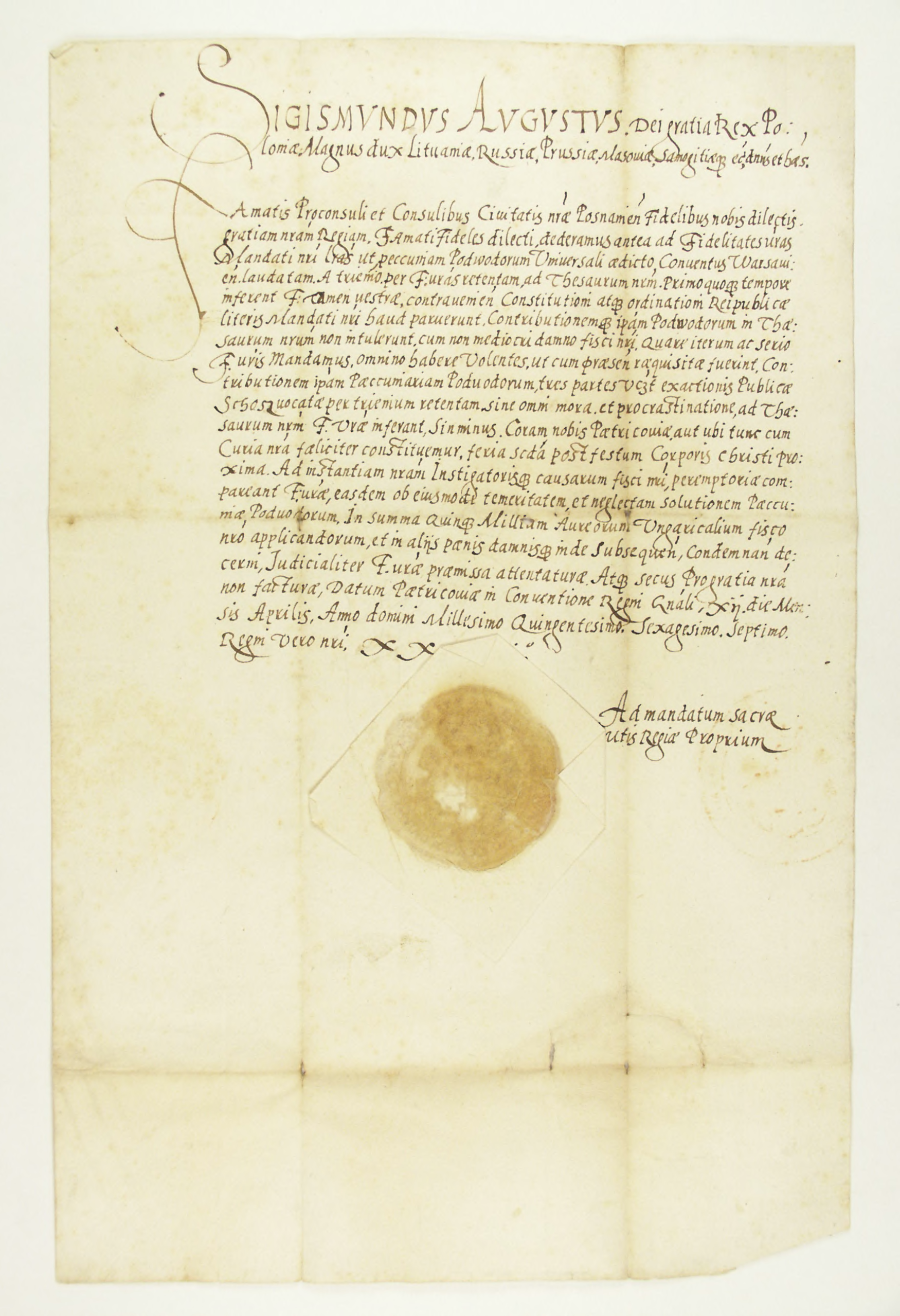
Zygmunt II August król polski wzywa władze miejskie poznańskie do zapłacenia zaległego za ostatnie trzy lata podatku od podwód i szosu, pod karą 5 000 florenów węgierskich (1567).

Szos – podstawowy podatek od majątku płacony przez mieszczan w dawnej Polsce na rzecz skarbu państwa.

## Historia
Jego stawka podstawowa wynosiła początkowo (XIV w.) 2 grosze od każdej grzywny majątku (domy i warsztaty rzemieślnicze). Odpowiedzialność za ściągnięcie podatku ponosiły władze miasta. Od XVI w. szos nakładano w zryczałtowanej postaci na miasto. Rozkład podatku pomiędzy mieszczan był przeprowadzany przez radę miejską. Przy okazji uchwalania poboru sejmy nakładały na miasta nadzwyczajny szos w wysokości wielokrotności stawki podstawowej. 
W drugiej połowie XVI wieku było w Koronie prawie siedemset miast i miasteczek z których ściągano szos. W przypadku niewielkich miasteczek były to sumy stosunkowo niewielkie. Na przykład miasteczko Kamion w ziemi sieradzkiej płaciło według rejestru z 1563 r. 4 floreny i 24 grosze szosu.
Nazwa szos pochodzi od niemieckiego schoss.